# 150.000.000
150.000.000 è un poema scritto dal poeta futurista russo Vladimir Majakovskij tra la prima metà del 1919 e il 1920.
Nel poema, dedicato al proletariato, viene descritta tramite l'utilizzo di diverse metafore, la rivoluzione comunista in atto su scala internazionale, la quale è rappresentativa della "volontà di milioni".

## Stesura
Il poema apparve prima su rivista e poi uscì in edizione a sé, integrale e anonimo, nel 1921 a Mosca, edito da Gosizdat (GIZ).
Nella sua autobiografia Ja Sam, Majakovskij scrisse:
(Majakovskij, Io stesso)
La disposizione dei versi a gradini fu introdotta da Majakovskij nel poema solo nel 1924.

### Titolo
Nei primi abbozzi e in alcune redazioni il poema ebbe come titolo La volontà di milioni (in russo Воля миллионов?, Volja millionov), Bylina di Ivan (in russo Былина об Иване?) o ancora Ivan Bylina. Epos della rivoluzione (in russo Иван Былина. Эпос революции?).

## Trama
Spinti dalla fame, dalla rabbia e dall'odio per l'ostile mondo esterno, gli abitanti della Russia lasciano le loro case per marciare su tutta la terra, uniti agli animali e alle macchine, tutti insieme in un'unica forza travolgente, intenti a far fuori il vecchio mondo romantico.
A Chicago, una città splendida e mostruosamente ricca, dimora il peggior nemico della rivoluzione mondiale: Woodrow Wilson.
Inizia a diffondersi sulle spiagge e tra gli abitanti di Chicago la voce di una minacciosa tempesta proveniente dal Pacifico. Ben presto si scopre che il motivo di questo cataclisma è un misterioso Ivan che si avvicina a loro camminando sull'acqua. Wilson prende la decisione di affrontare il nemico faccia a faccia, si fa trasformare, per mezzo di un unguento magico, tutto il suo grasso in muscoli e si prepara allo scontro armandosi. 
Il mondo si divide in due: metà si unisce a Ivan (anzi, si fonde con lui, fisicamente), l'altra metà scappa da Ivan e cerca protezione in Wilson. Ivan arriva sulla spiaggia senza essersi bagnato i piedi, e sfida Wilson, ora rivestito di armatura, per una resa dei conti. Il duello si svolge nella piazza centrale di Chicago. Wilson colpisce per primo Ivan, ma dalla ferita al braccio, invece del sangue, escono macchine e interi popoli che cominciano a riversarsi per attaccare il vecchio mondo.
Wilson, assediato nel suo palazzo, diffonde carestie, malattie e, peggio ancora, idee per allontanare il nemico, ma invano. Wilson muore, viene bruciato e il mondo esultante marcia verso il futuro. Cento anni dopo, tutti (compresi i marziani in visita) festeggiano la vittoria, ricordando "la sanguinosa Iliade della Rivoluzione."

## Critiche

### La reazione di Lenin

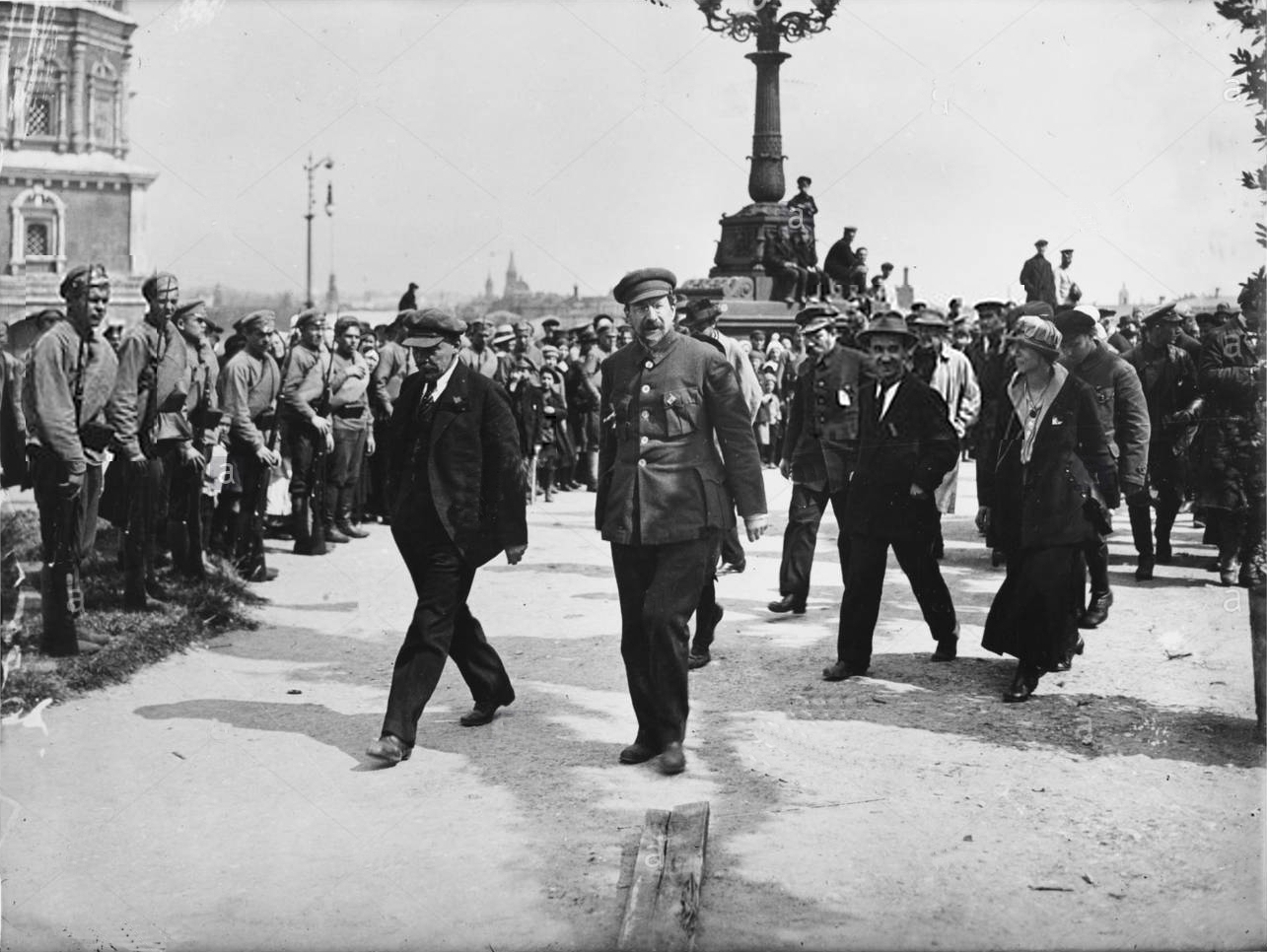
Lunačarskij e Lenin nel 1920

Lenin criticò aspramente l'opera, bollando i versi di Majakovskij come loschi e pretenziosi. In una lettera ad Anatolij Lunačarskij ebbe a dire:
per la pubblicazione di 150.000.000 di Majakovskij in
5000 esemplari? Una sciocchezza, una stupidità, una
stupidità madornale e pretenziosa. E Lunačarskij per il futurismo andrebbe fustigato:Lenin.»
Lunačarskij, che in un primo momento aveva salutato con favore il poema, rispose a Lenin giustificando così la sua scelta:
Lenin, evidentemente insoddisfatto della risposta data da Lunačarskij, inviò una lettera a Pokrovskij, direttore di Gosizdat (GIZ), chiedendo che la pubblicazione delle opere di "quei futuristi" venisse ridotta. La missiva terminava con la domanda: "Sarebbe possibile per noi trovare degli anti-futuristi affidabili?"

## Edizioni
- Vladimir Majakovskij, Poesie. Con un'intervista a Lilja Brik, a cura di Maria Roncali Doria, Roma, Newton Compton, 1975.